# Scheve veldsla
Scheve veldsla of wolvruchtveldsla (Valerianella eriocarpa, syn. : Valerianella muricata) is een eenjarige plant uit kamperfoeliefamilie (Caprifoliaceae). De soort komt van nature voor in Zuid-, West- en Midden-Europa, Noord-Afrika en Zuidwest-Azië en is inheems in Wallonië. Het aantal chromosomen is 2n = 16.
De plant wordt 10-40 cm hoog en heeft ruwbehaarde stengels. Het blad is gaafrandig of getand.
Scheve veldsla bloeit vanaf mei tot in juli met roze bloemen. De schutbladen zijn lancetvormig. De 1 mm lange kelkbladen zijn vergroeid en hebben 5-6 ongelijke tanden. Een tand is groot en breed en de anderen zijn klein en spits, vandaar de naam scheve veldsla.
De vrucht is een behaard, 2-3 mm lang, ovaal nootje met aan de buikzijde een verdiept ovaal middenveld. De top is spits.

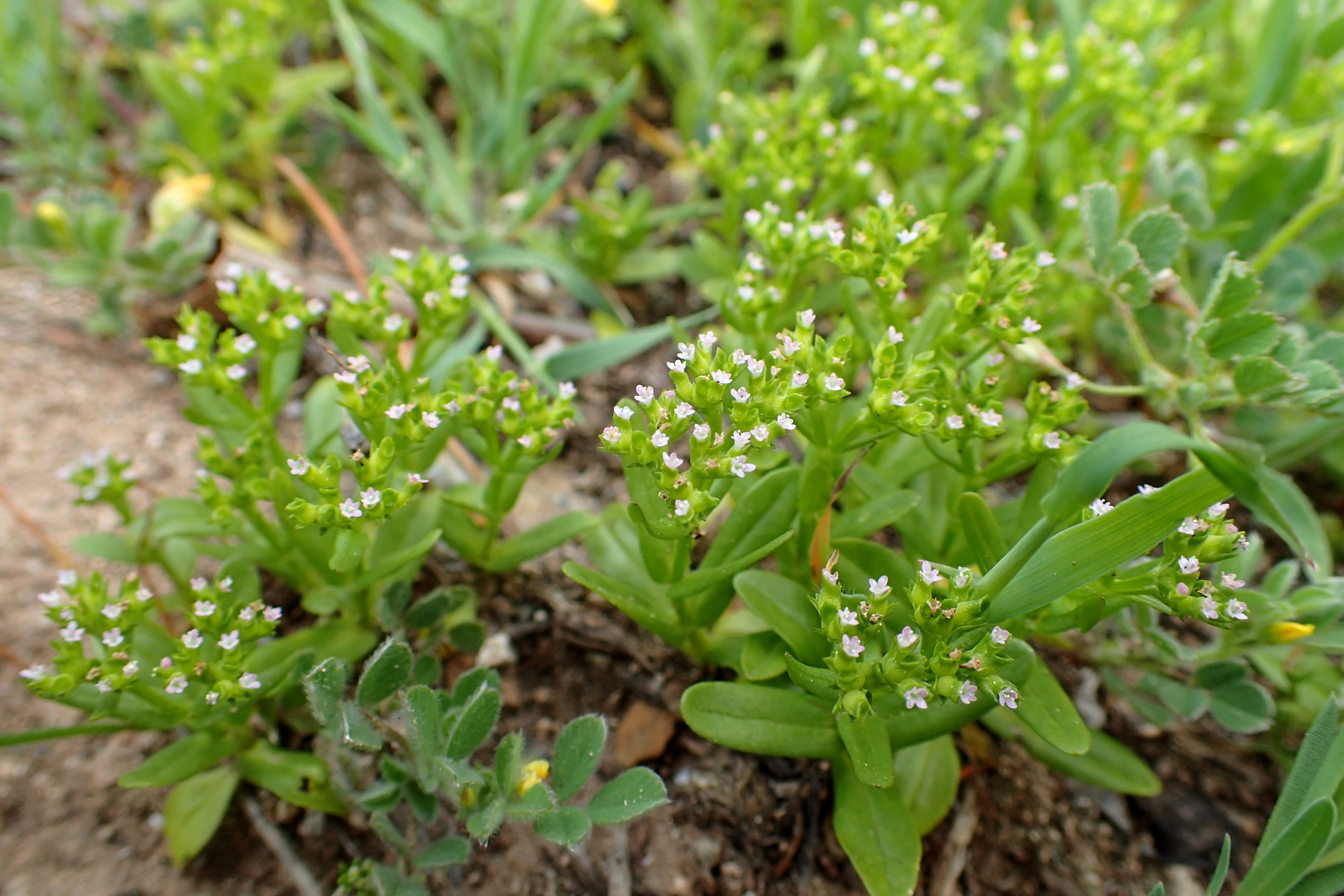
Planten
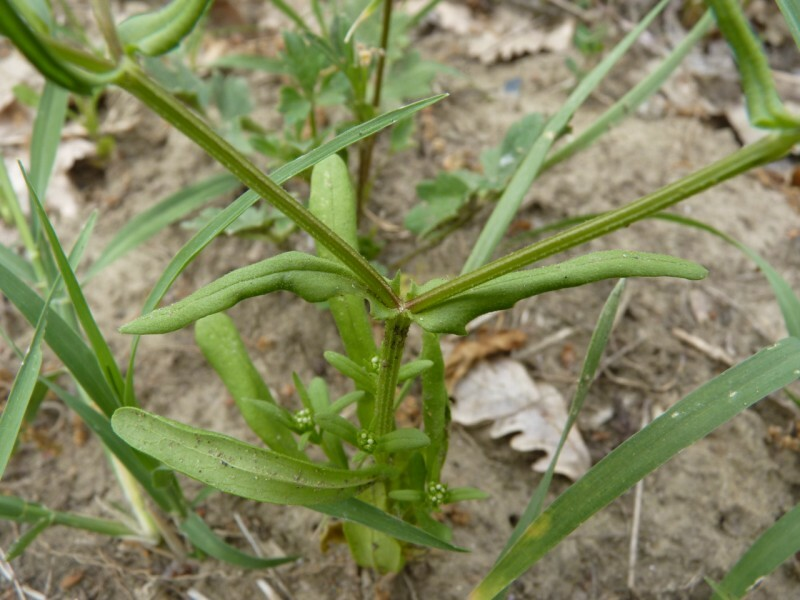
Stengel
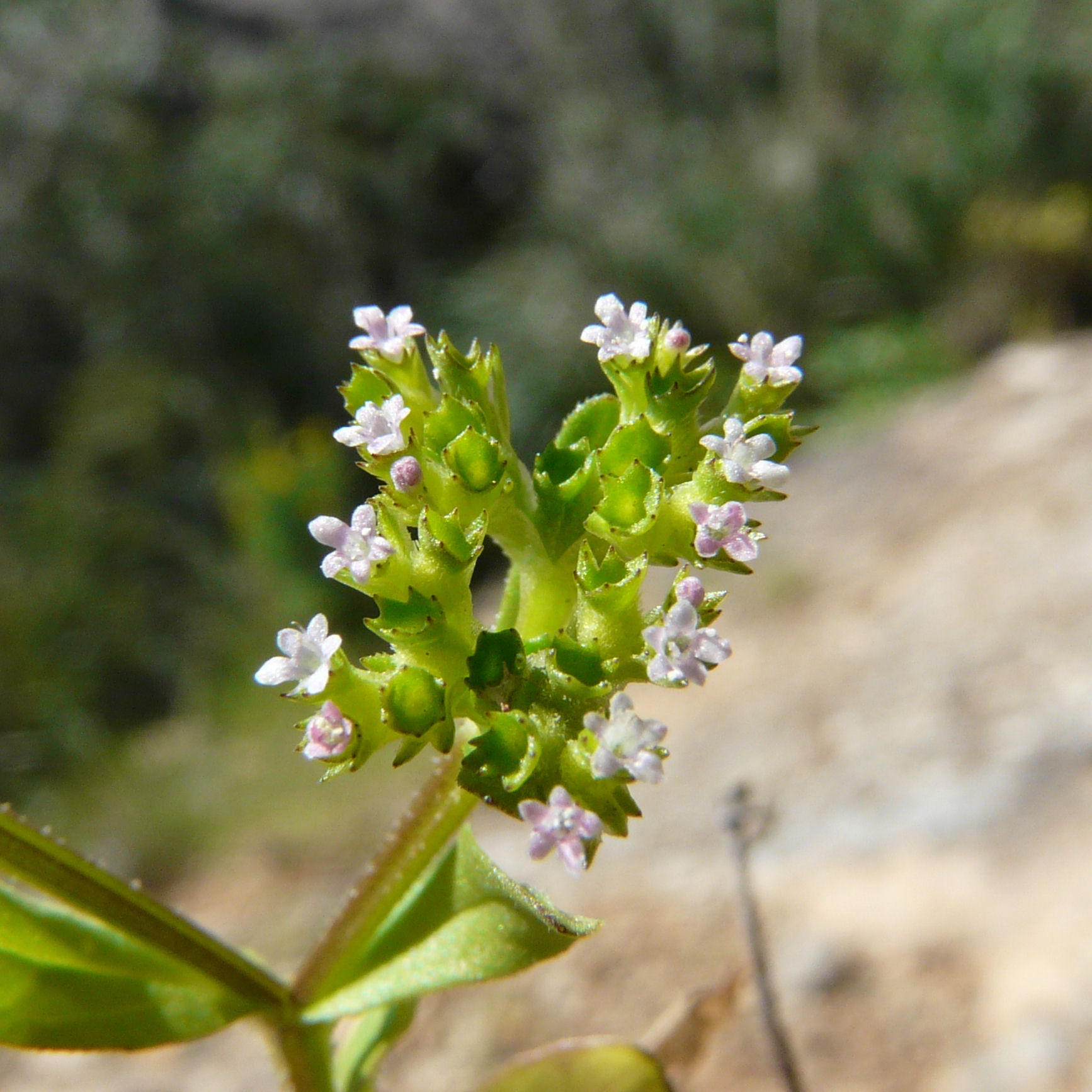
Bloeiwijze met scheve kelken
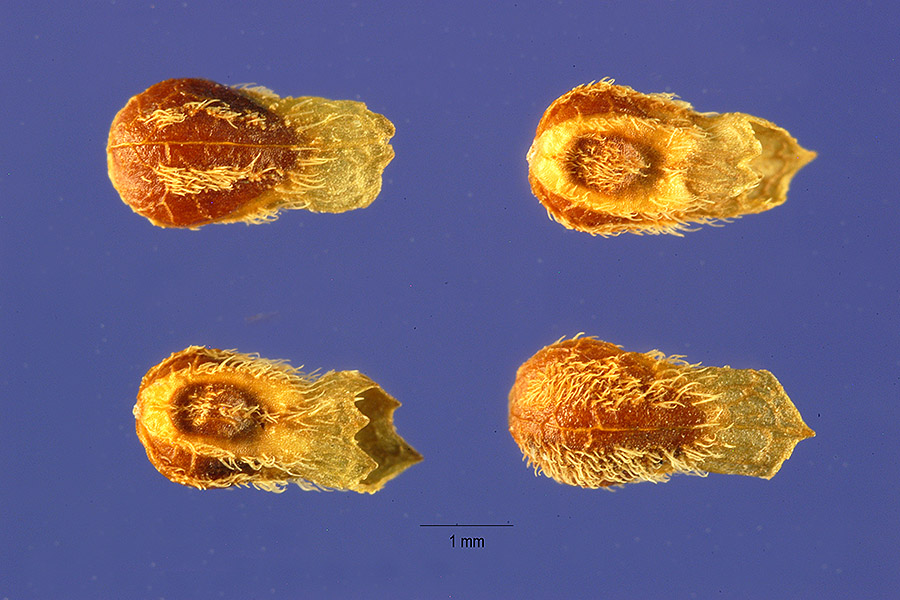
Vruchten met een grote kelktand en de anderen veel kleiner

Scheve veldsla komt voor op droge, matig voedselrijke grond op  ruderale plaatsen, akkers en oude muren.